# 李龍大

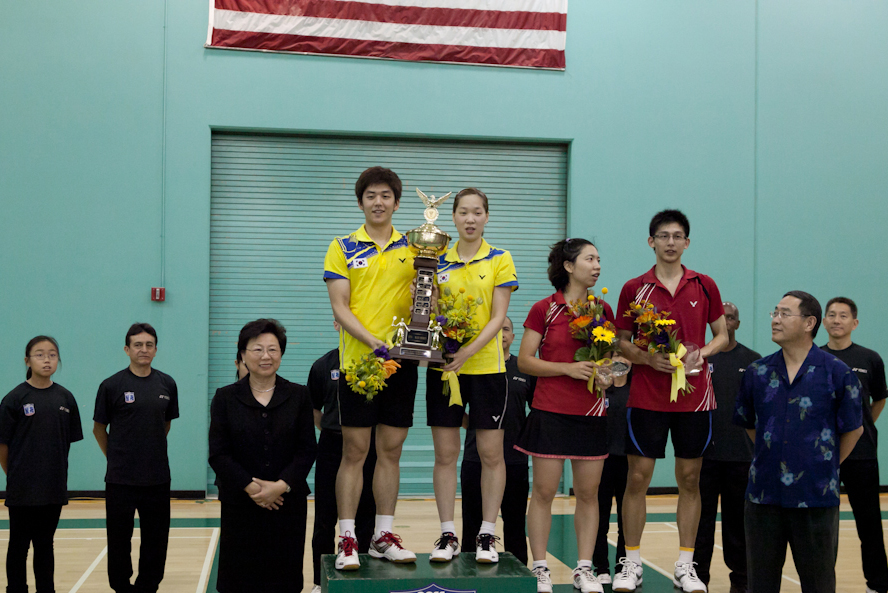
李龍大與河貞恩在2011年美國公開賽奪得合作後的首個冠軍

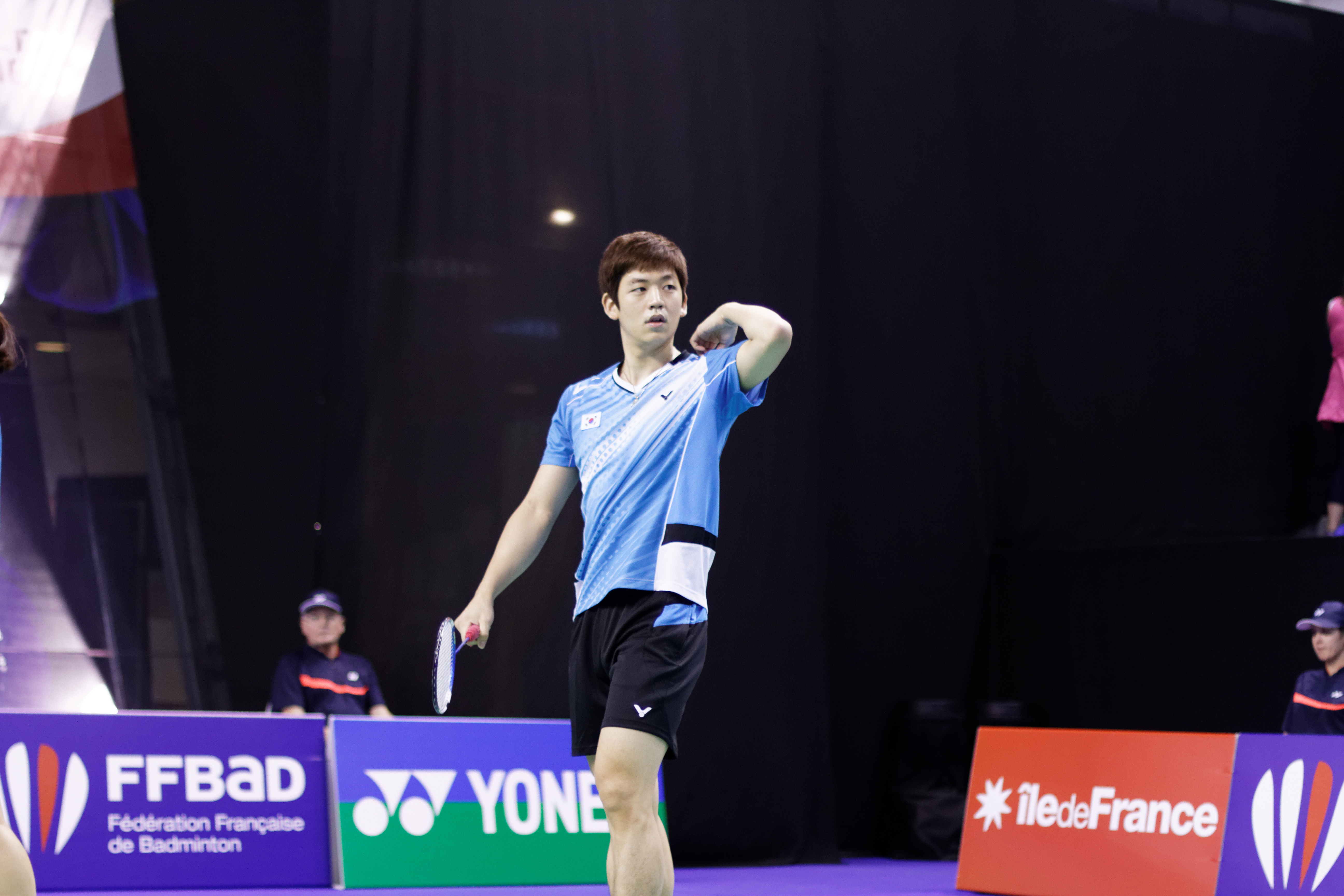
2013年

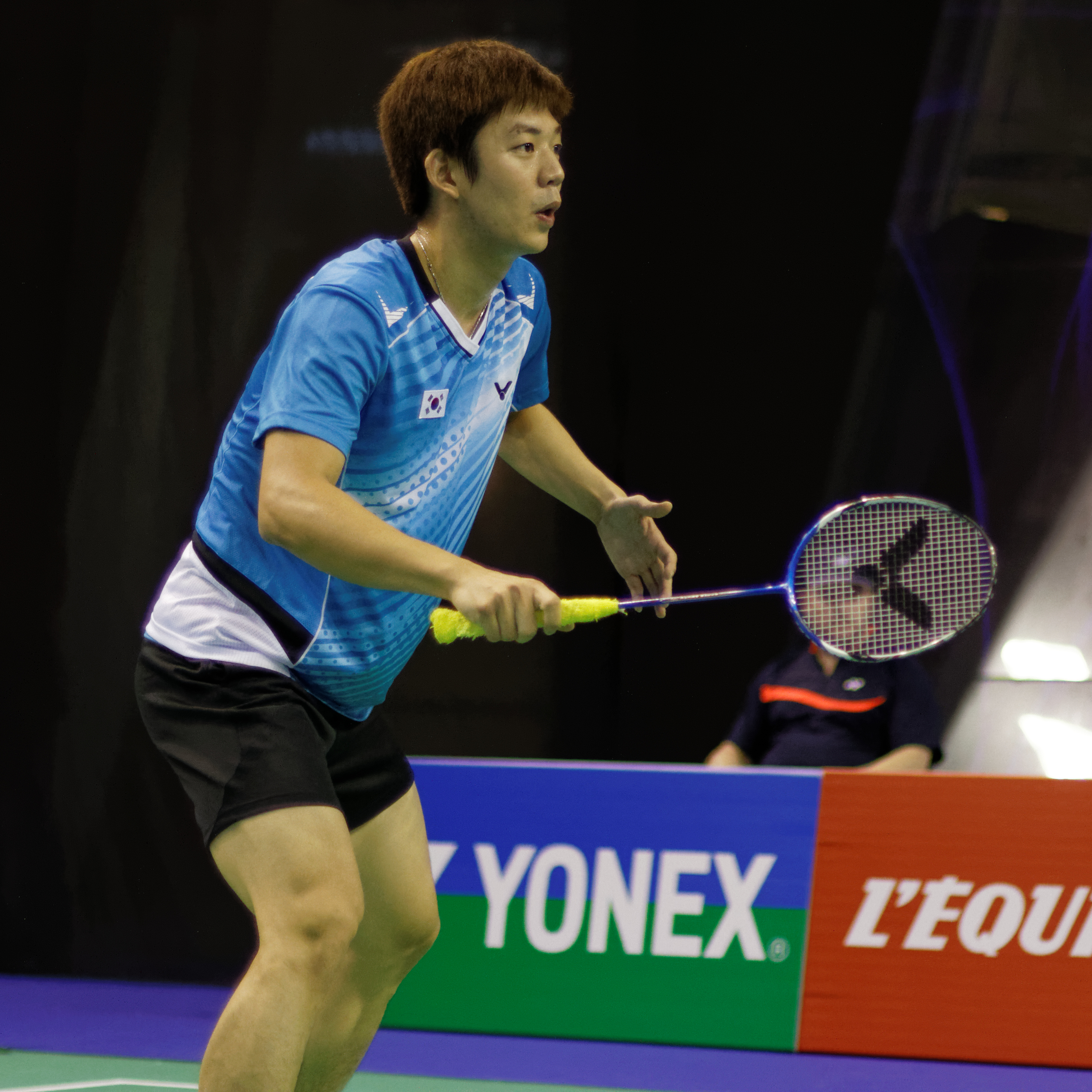
2013年

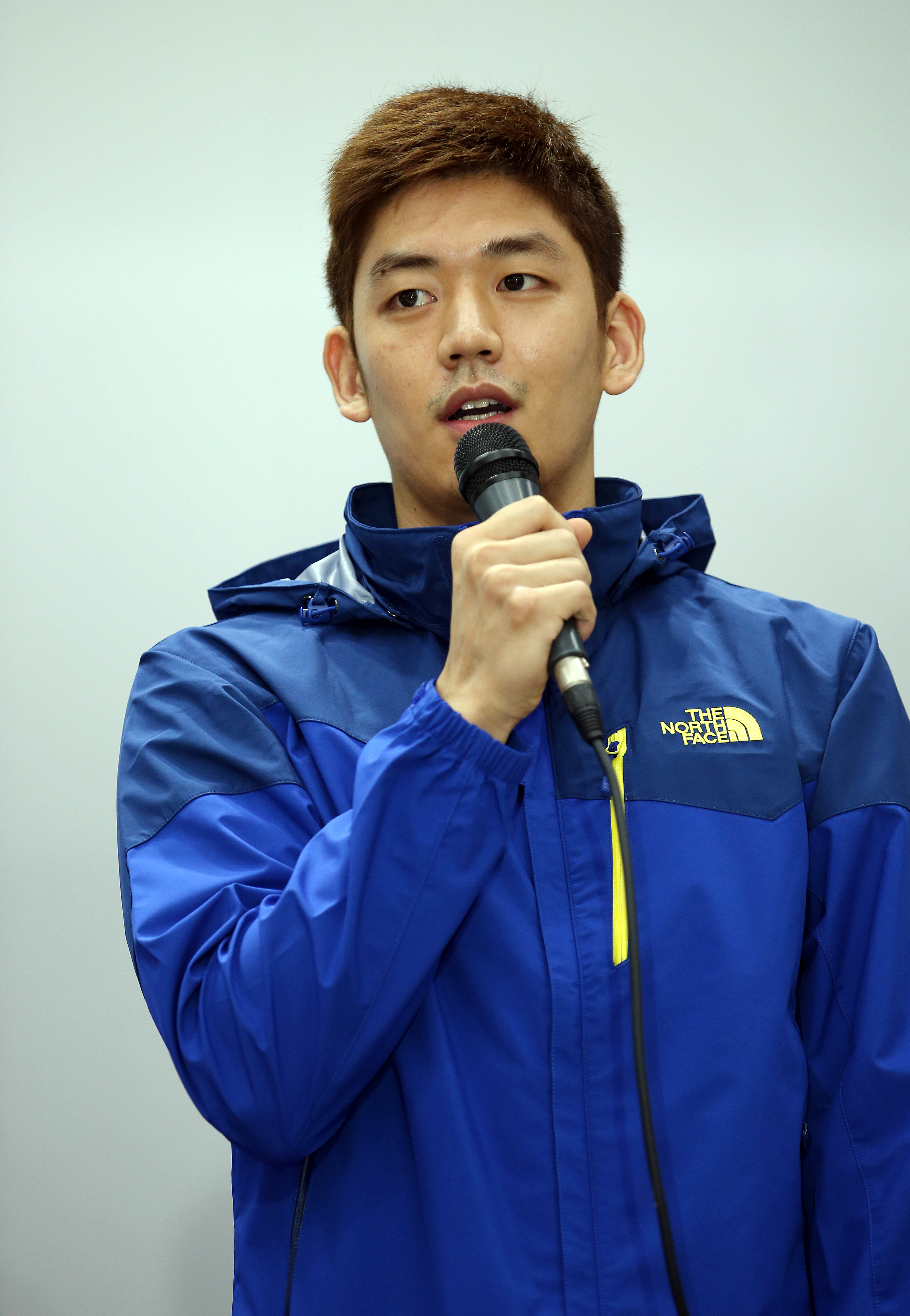
2014年亞洲運動會賽前記者會

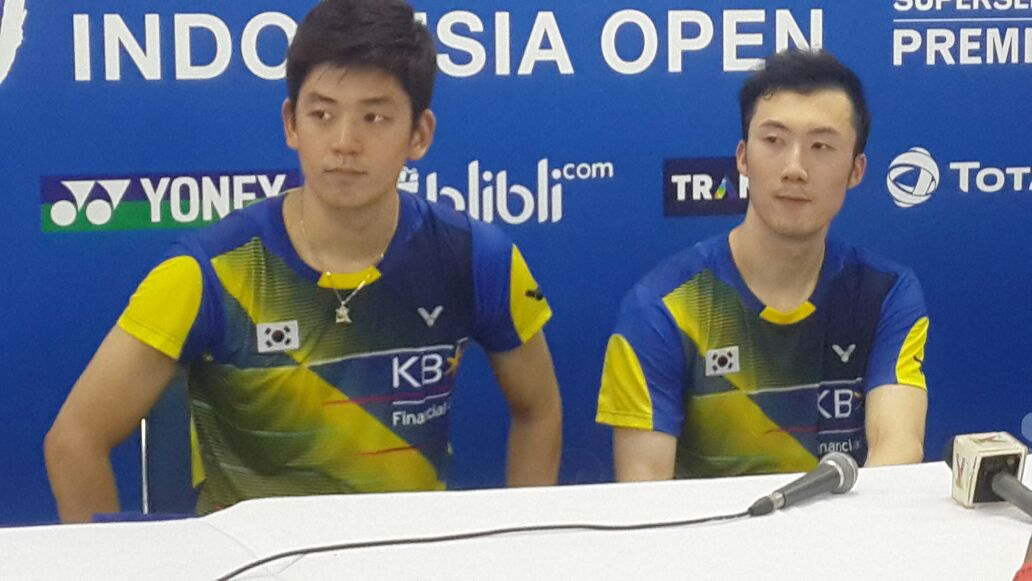
2016年

李龍大（韓語：이용대，1988年9月11日—），出生於韩国全羅南道和顺郡，韩国男子羽毛球運動員，專長雙打項目，曾在2008年夏季奧林匹克運動會羽毛球比賽奪得混雙金牌。

## 簡歷

### 早年及出道
李龍大在小學時開始打羽毛球，起初練習的原因只是為了減肥，不想被人叫胖子；然而，不到一年時間，他的球技取得了很大的進步，不僅贏遍所有同輩和前輩對手，更被教練封為「羽毛球小神童」。及至初中三年級，年僅15歲的他便被選進韓國國家羽毛球隊，打破了當年名將朴柱奉16歲入隊的紀錄，成為國家隊史上最年輕的隊員。

### 2004年 世青赛男双夺冠
2004年初起，國家隊的總教練金重洙對他寄望甚殷，放膽讓仍是中學生的李龍大在國際賽場上展示實力，而他亦不負所託。同年3月，李龍大与姜解元出战法國羽毛球公開賽，在混双準决赛以0比2（4-15、0-15）不敌俄罗斯强档的Nikolaj Zuev/Marina Yakusheva，这也是他首次亮相国际赛的第一个成年比赛。同年7月，他代表韩国参加本国举办的亞洲青年羽毛球錦標賽，与青年期的Jung Jung-young赢得亚青赛男双冠军。同年10月，他代表韩国参加加拿大溫哥華举办的世界青年羽毛球錦標賽，在率先进行的团体赛，助韩国队赢得混团亚军；此外，还分别与青年期的Jung Jung-young以及Park So Hee赢得世青赛男双亚军和混双季军。

### 2005年 誉为朴柱奉第二
2005年7月，李龍大代表韩国参加印尼雅加达举办的亞洲青年羽毛球錦標賽，在率先进行的男团赛，助韩国男队赢得冠军；此外，还分别与青年期的曹建雨以及河貞恩赢得亚青赛男双冠军以及混双冠军，亦是本届亚青赛唯一的三冠王得主。然而，这位韩国新星的崛起引起了國內的关注，同时也被国民讚譽他為「朴柱奉第二」（朴為韓國羽毛球壇雙打名將，曾奪奥运金牌及五次世锦赛冠军）。下半年，隨著國家隊的雙打主力相繼退役，年輕的李龍大負起了挑大樑的責任，他亦在2005年起，與較他年長六年的郑在成組成新組合。李/郑組合在合作初期已取得了不俗的成績，連奪了德國和泰國公開賽冠軍。

### 2006年 称霸青年赛事
2006年初期，李龍大与鄭在成出战德國羽毛球公開賽，俩人赢得男子双打冠军。同年6月，他分别与鄭在成以及黃遊美出战中華台北羽球公開賽，在男双决赛以0比2（14-21、18-21）不敌中国的蔡贇/傅海峰，赢得亚军；此外，在混双準决赛以0比2（12-21、11-21）不敌印尼强档的諾瓦·維迪安托/利利亞納·納西爾。同年7月，他代表韩国参加马来西亚吉隆坡举办的亞洲青年羽毛球錦標賽，在率先进行的团体赛，助韩国队成功卫冕混团冠军，此外，还分别与青年期的曹建雨以及柳晛榮赢得亚青赛男双冠军和混双冠军，连续第二年称霸亚洲青年双打最强第一人。同年11月，他代表韩国参加本国举办的世界青年羽毛球錦標賽，在率先进行的团体赛，助韩国队赢得混团冠军；此外，还与青年期的曹建雨以及柳晛榮赢得世青赛男双冠军以及混双冠军，亦是本赛会的三冠王得主。同年7月，他分别与鄭在成以及黃遊美出战泰國羽毛球公開賽，在男双决赛因对方弃赛，赢得国际赛男双冠军；而混双决赛以2比1（21-11、18-21、22-20）力克泰国强档的戍革·普拉帕卡莫/莎拉丽·桑松卡姆，勇夺本赛会个人第二个冠军。同年11月，他代表韩国参加卡塔尔多哈举办的亚洲运动会羽毛球比賽，在率先进行的团体赛，助韩国队赢得男团银牌；此外，还与搭档鄭在成赢得亚运会男子双打铜牌。

### 2007年 超級賽首冠及世锦赛夺亚
2007年，在韩国羽协的安排下，李龍大除男雙賽事外，還被安排與另一位老將李孝貞配合混雙。同年1月，他与鄭在成出战馬來西亞羽毛球超級賽，在男双準决赛因自己弃权。同期1月，他与鄭在成出战韓國羽毛球超級賽，在男双决赛以2比0（21-16、21-15）击败了队友的李在珍/黄智万，赢得国际赛男双冠军，亦是他首个超級賽男双冠军。同年2月，他分别与鄭在成以及李孝貞出战德國羽毛球大獎賽，在男双决赛以0比2（18-21、20-22）不敌队友的李在珍/黄智万，赢得亚军；而混双準决赛以0比2（9-21、17-21）不敌中国的郑波/高崚。同年3月，他与李孝貞出战瑞士羽毛球超級賽，在混双决赛以2比1（14-21、21-16、21-18）击败了印尼强档的穆罕默德·雷扎/格雷西娅·波利，赢得超級賽混双冠军，然而這對新組合的表現亦相當理想，俩人的合作就刚开始已贏得瑞士公開賽冠軍。同年7月，他与鄭在成出战泰國羽毛球黃金大獎賽，在男双决赛以1比2（19-21、21-19、9-21）不敌赛会4号种子、队友的李在珍/黃智萬，赢得亚军。同年8月，他代表韩国参加马来西亚吉隆坡举办的世界羽毛球錦標賽，他和鄭在成出战男子雙打。他与鄭在成以赛会13号种子在首圈以2比0（21-13、21-13）横扫新加坡的H·K·薩帕特拉/亨德拉·维加亚；在第二轮以2比0（21-15、21-8）轻取加拿大的迈克·贝雷斯/William Milroy；在第三轮以2比0（21-17、21-15）横扫赛会4号种子、丹麦的延斯·埃里克森/馬丁·倫加德·漢森；在八强激战三局以2比1（24-26、21-17、21-7）击败了中国的郭振东/谢中博；在四强以2比0（21-16、21-12）横扫赛会16号种子、日本的坂本修一/池田信太郎；在决赛以0比2（19-21、19-21）不敌赛会3号种子、奥运冠军的马尔基斯·基多/亨德拉·塞蒂亚万，赢得世锦赛男子双打亚军。同年10月，他与鄭在成出战法國羽毛球超級賽，在男双準决赛以0比2（17-21、13-21）不敌赛会2号种子、中国的蔡赟/傅海峰。

### 2008年 北京奧運奪金
2008年到来的是奧運年，李龍大的兩對雙打組合亦開始漸入佳態。同年1月，他与李孝貞出战馬來西亞羽毛球超級賽，在混双决赛以0比2（14-21、15-21）不敌赛会6号种子、中国的何汉斌/于洋，赢得亚军。同期1月，他与李孝貞出战韓國羽毛球超級賽，在混双决赛以2比1（15-21、21-14、21-18）击败了赛会4号种子、印尼强档的林培雷/维塔·玛丽莎，赢得超級賽混双冠军。同年2月，他分别与鄭在成以及李孝貞出战德國羽毛球大獎賽，在男双决赛以0比2（13-21、19-21）不敌队友的李在珍/黄智万；而混双决赛以2比1（9-21、27-25、21-18）击败了赛会头号种子、中国的何汉斌/于洋，赢得大獎賽混双冠军。同年3月，他与鄭在成出战全英羽毛球超級賽，在男双决赛以2比1（20-22、21-19、21-18）击败了队友的黄智万/李在珍，赢得全英赛男双冠军。同期3月，他分别与鄭在成以及李孝貞出战瑞士羽毛球超級賽，在男双决赛以2比1（17-21、21-16、21-13）击败了赛会2号种子、印尼强档的马尔基斯·基多/亨德拉·塞蒂亚万；而混双準决赛以1比2（21-17、13-21、19-21）不敌赛会5号种子、中国的何汉斌/于洋。同年4月，他与鄭在成出战印度羽毛球黃金大獎賽，在男双準决赛以1比2（21-19、9-21、18-21）不敌中国的郭振东/谢中博。同期4月，他代表韩国参加马来西亚新山举办的亞洲羽毛球錦標賽，他和鄭在成赢得亚锦赛男子双打冠军。同年5月，他入选湯姆斯盃的男双大名单，助韩国队赢得男团亚军。同年8月，他分別夥拍郑在成和李孝貞出戰北京奧運會羽毛球比賽的男子雙打和混合雙打項目。合作較久、世界排名已攀升至第二位的李/郑在賽前較被看好，更被賽會列為三號種子，可是，他們卻意外地以0比2（16-21、19-21）敗給丹麥的老將組合乔纳斯·拉斯姆森/拉尔斯·帕斯克，首圈出局。反之，在賽前較被看淡的李龍大/李孝貞，卻先後打敗紐西蘭、英國和印尼組合，順利躋身決賽。李/李在決賽的對手是當時世界排名第一兼兩屆世锦赛冠军、印尼选手诺瓦·维迪安托/利利亚纳·纳西尔；他們最終憑藉穩定的表現，以2比0（21-11、21-17）擊敗對手，贏得金牌。同年11月，他分别与鄭在成以及李孝貞出战中國羽毛球超級賽，在男双决赛以2比1（17-21、21-17、21-13）击败了赛会6号种子、丹麦强档的玛蒂亚斯·鲍伊/卡斯腾·摩根森，赢得超級賽男双冠军；而混双决赛以2比0（21-16、21-15）横扫中国的徐晨/赵芸蕾，赢得超級賽混双冠军。同期11月，他分别与鄭在成以及李孝貞出战香港羽毛球超級賽，在男双决赛以2比1（25-23、19-21、22-20）击败了赛会4号种子、马来西亚强档的查基利阿都拉迪夫/法鲁兹祖安，赢得超級賽男双冠军；而混双决赛以0比2（14-21、16-21）不敌赛会7号种子、中国的谢中博/张亚雯，赢得亚军。同年12月，他代表韩国参加马来西亚沙巴亞庇举办的世界羽聯超級系列賽總決賽，他和鄭在成被安排在A组里；在小组赛的阶段中分别击败了英格兰的克里斯·爱德考克/罗伯·布莱尔、马来西亚的查基利阿都拉迪夫/法鲁兹祖安以及丹麦的安德斯·克里斯蒂安森/Simon Mollyhus，豪取小组头号出线；在準決賽以2比1（22-20、15-21、21-16）击败了印尼强档的马尔基斯·基多/亨德拉·塞蒂亚万；在决赛以0比2（18-21、14-21）不敌马来西亚强档的古健傑/陳文宏，赢得总决赛男双亚军。在这整年中，随着最新的羽联排名，他和女选手的李孝貞曾一度来到了第十位。

### 連奪大賽冠軍
奧運過後，狀態處於高峰的李龍大與郑在成和李孝貞接連在多項大賽奪得冠軍（包括：中國公開賽男雙及混雙冠軍、香港公開賽男雙冠軍、世界羽聯超級系列賽總決賽男雙冠軍等）。2009年，李龍大持續強勢，在該年的超級系列賽賽季中，贏得了馬來西亞、印尼、香港和總決賽的男雙冠軍，以及韓國賽的混雙冠軍，更在中國公開賽連奪男雙和混雙冠軍；此外，又協助韓國國家隊在蘇迪曼盃贏得亞軍。然而，頻繁地參加各項大賽，亦令李龍大長期受著右手手肘的傷病困擾，在2010年，他除缺席了該屆的湯姆斯盃外，更一度只能專注男雙賽事養傷。
2011年，李龍大傷癒復出，與郑在成接連在韓國首要超級賽、德國公開賽、泰國公開賽、中國大師賽、丹麥首要超級賽和法國超級賽贏得冠軍。在混雙方面，隨著李孝貞在廣州亞運會後淡出，國家隊遂把李龍大和河貞恩配搭成新的混雙組合，以備戰翌年舉行的倫敦奧運會。
2012年，於6月的印尼首要超級賽中伙拍鄭在成拿下男雙冠軍，賽後積分超越蔡赟/傅海峰，首次登上世界排名第一。
2012年8月，李龍大與鄭在成搭檔在倫敦奧運會羽球獲得男雙銅牌。
2013年7月，李龍大代表韓國出戰俄羅斯喀山舉行的世界大學生運動會羽毛球比賽，贏得混合團體和男子雙打金牌。

### 2013年世錦賽
2013年8月，李龍大參加中國廣州舉行的世界羽毛球錦標賽，與高成炫以頭號種子身分出戰男子雙打項目。他們首圈輪空，第二圈即以2比0擊敗丹麥組合晉級；但在第三圈就以1比2（21-14、14-21、19-21）爆冷不敵第13號種子、中華台北的李勝木/蔡佳欣，於16強止步。

### 被罰禁賽
2014年1月，世界羽联宣佈，李龍大與隊友金基正因違反世界反興奮劑組織（WADA）的規定，在過去一年內，先後有三次未有向相关协会告知行踪，以备接受赛外兴奋剂检查（即「飞行尿检」），被處以懲罰。有關处罚為期一年，於2014年1月23日起生效。之後，韓國羽總積極提起申訴，承擔管理出現問題的責任，向羽聯支付41,170美元的罰金；羽聯興奮劑聽證委員會最終在2014年4月裁決，因沒有充份理由認定運動員是故意逃避興奮劑檢查，因此撤銷處罰。
2015年7月，李龍大代表韓國（京畿大學）出戰韓國光州市舉行的世界大學生運動會羽毛球比賽，贏得混合團體金牌。
2016年，贏下韓國羽毛球超級賽後退役，開始組織家庭，進駐綜藝界。2017年6月，與 TWICE 成為《鍋墊》首兩集來賓。

### 2017年再度复出
2017年11月，李龍大再次与老搭档柳延星携手出戰韓國羽毛球大師賽。在男双四强中，以三局比拼（21-16、11-21、19-21）不敌韩国队友的鄭在旭/金基正。。

### 2021年感染新冠
2021年5月3日，李龍大的團隊表示李於日前確診新冠肺炎，因無任何症狀而返家自我隔離。

## 個人生活
李龍大在韓國擁有很多支持者，更深受女球迷愛戴，而且樣貌與韓國藝人李勝基十分相似，因此有著「國民弟弟」的稱號，曾多次參與當地電視台綜藝節目（如：《我們結婚了》、《無限挑戰》等）的演出。

2017年2月，李龍大宣布與交往6年的女演員邊秀美（音譯）結婚，女方已經懷孕八個月。2017年4月10日，兩人的第一個女兒李藝彬（音譯）出世。

## 主要比賽成績
只列出曾進入準決賽的國際賽事成績：
| 年份   | 賽事                       | 公開賽級別 | 項目     | 拍檔            | 成績   |
| ------ | -------------------------- | ---------- | -------- | --------------- | ------ |
| 2004年 | 法國羽毛球公開賽           |            | 混合雙打 | 姜解元          | 準決賽 |
| 2004年 | 亞洲青年羽毛球錦標賽       | 其他       | 男子雙打 | Jung Jung-young | 冠軍   |
| 2004年 | 世界青年羽毛球錦標賽       | 其他       | 混合團體 | －              | 亞軍   |
| 2004年 | 世界青年羽毛球錦標賽       | 其他       | 男子雙打 | Jung Jung-young | 亞軍   |
| 2004年 | 世界青年羽毛球錦標賽       | 其他       | 混合雙打 | Park So Hee     | 準決賽 |
| 2005年 | 亞洲青年羽毛球錦標賽       | 其他       | 男子團體 | －              | 冠軍   |
| 2005年 | 亞洲青年羽毛球錦標賽       | 其他       | 男子雙打 | 曹建雨          | 冠軍   |
| 2005年 | 亞洲青年羽毛球錦標賽       | 其他       | 混合雙打 | 河貞恩          | 冠軍   |
| 2006年 | 德國羽毛球公開賽           |            | 男子雙打 | 鄭在成          | 冠軍   |
| 2006年 | 中華台北羽球公開賽         |            | 男子雙打 | 鄭在成          | 亞軍   |
| 2006年 | 中華台北羽球公開賽         | 混合雙打   | 黃遊美   | 準決賽          |        |
| 2006年 | 亞洲青年羽毛球錦標賽       | 其他       | 混合團體 | －              | 冠軍   |
| 2006年 | 亞洲青年羽毛球錦標賽       | 其他       | 男子雙打 | 曹建雨          | 冠軍   |
| 2006年 | 亞洲青年羽毛球錦標賽       | 其他       | 混合雙打 | 柳晛榮          | 冠軍   |
| 2006年 | 世界青年羽毛球錦標賽       | 其他       | 混合團體 | －              | 冠軍   |
| 2006年 | 世界青年羽毛球錦標賽       | 其他       | 男子雙打 | 曹建雨          | 冠軍   |
| 2006年 | 世界青年羽毛球錦標賽       | 其他       | 混合雙打 | 柳晛榮          | 冠軍   |
| 2006年 | 泰國羽毛球公開賽           |            | 男子雙打 | 鄭在成          | 冠軍   |
| 2006年 | 泰國羽毛球公開賽           | 混合雙打   | 黃遊美   | 冠軍            |        |
| 2006年 | 亚洲运动会羽毛球比賽       | 其他       | 男子团体 | －              | 銀牌   |
| 2006年 | 亚洲运动会羽毛球比賽       | 其他       | 男子雙打 | 鄭在成          | 銅牌   |
| 2007年 | 馬來西亞羽毛球超級賽       | 超級賽     | 男子雙打 | 鄭在成          | 準決賽 |
| 2007年 | 韓國羽毛球超級賽           | 超級賽     | 男子雙打 | 鄭在成          | 冠軍   |
| 2007年 | 德國羽毛球大獎賽           | 大獎賽     | 男子雙打 | 鄭在成          | 亞軍   |
| 2007年 | 德國羽毛球大獎賽           | 大獎賽     | 混合雙打 | 李孝貞          | 準決賽 |
| 2007年 | 瑞士羽毛球超級賽           | 超級賽     | 混合雙打 | 李孝貞          | 冠軍   |
| 2007年 | 泰國羽毛球黃金大獎賽       | 黃金大獎賽 | 男子雙打 | 鄭在成          | 亞軍   |
| 2007年 | 世界羽毛球錦標賽           | 其他       | 男子雙打 | 鄭在成          | 亞軍   |
| 2007年 | 法國羽毛球超級賽           | 超級賽     | 男子雙打 | 鄭在成          | 準決賽 |
| 2008年 | 馬來西亞羽毛球超級賽       | 超級賽     | 混合雙打 | 李孝貞          | 亞軍   |
| 2008年 | 韓國羽毛球超級賽           | 超級賽     | 混合雙打 | 李孝貞          | 冠軍   |
| 2008年 | 德國羽毛球大獎賽           | 大獎賽     | 男子雙打 | 鄭在成          | 亞軍   |
| 2008年 | 德國羽毛球大獎賽           | 大獎賽     | 混合雙打 | 李孝貞          | 冠軍   |
| 2008年 | 全英羽毛球超級賽           | 超級賽     | 男子雙打 | 鄭在成          | 冠軍   |
| 2008年 | 瑞士羽毛球超級賽           | 超級賽     | 男子雙打 | 鄭在成          | 冠軍   |
| 2008年 | 瑞士羽毛球超級賽           | 超級賽     | 混合雙打 | 李孝貞          | 準決賽 |
| 2008年 | 印度羽毛球黃金大獎賽       | 黃金大獎賽 | 男子雙打 | 鄭在成          | 準決賽 |
| 2008年 | 亞洲羽毛球錦標賽           | 其他       | 男子雙打 | 鄭在成          | 冠軍   |
| 2008年 | 湯姆斯盃                   | 其他       | 男子團體 | －              | 亞軍   |
| 2008年 | 奧林匹克運動會羽毛球比賽   | 其他       | 混合雙打 | 李孝貞          | 金牌   |
| 2008年 | 中國羽毛球超級賽           | 超級賽     | 男子雙打 | 鄭在成          | 冠軍   |
| 2008年 | 中國羽毛球超級賽           | 超級賽     | 混合雙打 | 李孝貞          | 冠軍   |
| 2008年 | 香港羽毛球超級賽           | 超級賽     | 男子雙打 | 鄭在成          | 冠軍   |
| 2008年 | 香港羽毛球超級賽           | 超級賽     | 混合雙打 | 李孝貞          | 亞軍   |
| 2008年 | 世界羽聯超級系列賽總決賽   | 超級賽     | 男子雙打 | 鄭在成          | 亞軍   |
| 2009年 | 馬來西亞羽毛球超級賽       | 超級賽     | 男子雙打 | 鄭在成          | 冠軍   |
| 2009年 | 馬來西亞羽毛球超級賽       | 超級賽     | 混合雙打 | 李孝貞          | 亞軍   |
| 2009年 | 韓國羽毛球超級賽           | 超級賽     | 男子雙打 | 鄭在成          | 亞軍   |
| 2009年 | 韓國羽毛球超級賽           | 超級賽     | 混合雙打 | 李孝貞          | 冠軍   |
| 2009年 | 全英羽毛球超級賽           | 超級賽     | 男子雙打 | 申白喆          | 準決賽 |
| 2009年 | 瑞士羽毛球超級賽           | 超級賽     | 男子雙打 | 申白喆          | 準決賽 |
| 2009年 | 瑞士羽毛球超級賽           | 超級賽     | 混合雙打 | 李孝貞          | 亞軍   |
| 2009年 | 德國羽毛球大獎賽           | 大獎賽     | 男子雙打 | 申白喆          | 冠軍   |
| 2009年 | 德國羽毛球大獎賽           | 大獎賽     | 混合雙打 | 李孝貞          | 準決賽 |
| 2009年 | 苏迪曼杯                   | 其他       | 混合团体 | －              | 亞軍   |
| 2009年 | 亚洲羽毛球锦标赛           | 其他       | 混合雙打 | 李孝貞          | 冠軍   |
| 2009年 | 印尼羽毛球超級賽           | 超級賽     | 男子雙打 | 鄭在成          | 冠軍   |
| 2009年 | 印尼羽毛球超級賽           | 超級賽     | 混合雙打 | 李孝貞          | 亞軍   |
| 2009年 | 世界羽毛球锦标赛           | 其他       | 男子雙打 | 鄭在成          | 亞軍   |
| 2009年 | 世界羽毛球锦标赛           | 其他       | 混合雙打 | 李孝貞          | 準決賽 |
| 2009年 | 香港羽毛球超級賽           | 超級賽     | 男子雙打 | 鄭在成          | 冠軍   |
| 2009年 | 中國羽毛球超級賽           | 超級賽     | 男子雙打 | 鄭在成          | 冠軍   |
| 2009年 | 中國羽毛球超級賽           | 超級賽     | 混合雙打 | 李孝貞          | 冠軍   |
| 2009年 | 韓國羽毛球國際挑戰賽       | 國際挑戰賽 | 男子雙打 | 鄭在成          | 冠軍   |
| 2009年 | 韓國羽毛球國際挑戰賽       | 國際挑戰賽 | 混合雙打 | 李孝貞          | 冠軍   |
| 2009年 | 世界羽聯超級系列賽總決賽   | 超級賽     | 男子雙打 | 鄭在成          | 冠軍   |
| 2010年 | 韓國羽毛球超級賽           | 超級賽     | 男子雙打 | 鄭在成          | 冠軍   |
| 2010年 | 全英羽毛球超級賽           | 超級賽     | 混合雙打 | 李孝貞          | 準決賽 |
| 2010年 | 瑞士羽毛球超級賽           | 超級賽     | 混合雙打 | 李孝貞          | 冠軍   |
| 2010年 | 中華台北羽毛球黃金大獎賽   | 黃金大獎賽 | 男子雙打 | 鄭在成          | 冠軍   |
| 2010年 | 中國羽毛球大師賽           | 超級賽     | 男子雙打 | 鄭在成          | 準決賽 |
| 2010年 | 韓國羽毛球大獎賽           | 大獎賽     | 男子雙打 | 鄭在成          | 冠軍   |
| 2010年 | 中國羽毛球超級賽           | 超級賽     | 男子雙打 | 鄭在成          | 冠軍   |
| 2010年 | 香港羽毛球超級賽           | 超級賽     | 男子雙打 | 鄭在成          | 準決賽 |
| 2010年 | 亞洲運動會羽毛球比賽       | 其他       | 男子團體 | －              | 銀牌   |
| 2010年 | 亞洲運動會羽毛球比賽       | 其他       | 男子雙打 | 鄭在成          | 銅牌   |
| 2010年 | 世界羽聯超級系列賽總決賽   | 超級賽     | 男子雙打 | 鄭在成          | 亞軍   |
| 2011年 | 韓國羽毛球首要超級賽       | 首要超級賽 | 男子雙打 | 鄭在成          | 冠軍   |
| 2011年 | 德國羽毛球黃金大獎賽       | 黃金大獎賽 | 男子雙打 | 鄭在成          | 冠軍   |
| 2011年 | 瑞士羽毛球黃金大獎賽       | 黃金大獎賽 | 男子雙打 | 鄭在成          | 亞軍   |
| 2011年 | 瑞士羽毛球黃金大獎賽       | 黃金大獎賽 | 混合雙打 | 河貞恩          | 準決賽 |
| 2011年 | 蘇迪曼盃                   | 其他       | 混合團體 | －              | 準決賽 |
| 2011年 | 泰國羽毛球黃金大獎賽       | 黃金大獎賽 | 男子雙打 | 鄭在成          | 冠軍   |
| 2011年 | 新加坡羽毛球超級賽         | 超級賽     | 男子雙打 | 鄭在成          | 準決賽 |
| 2011年 | 美國羽毛球黃金大獎賽       | 黃金大獎賽 | 男子雙打 | 高成炫          | 冠軍   |
| 2011年 | 美國羽毛球黃金大獎賽       | 黃金大獎賽 | 混合雙打 | 河貞恩          | 冠軍   |
| 2011年 | 加拿大羽毛球大獎賽         | 大獎賽     | 男子雙打 | 高成炫          | 冠軍   |
| 2011年 | 世界羽毛球錦標賽           | 其他       | 男子雙打 | 鄭在成          | 準決賽 |
| 2011年 | 中華台北羽毛球黃金大獎賽   | 黃金大獎賽 | 男子雙打 | 鄭在成          | 亞軍   |
| 2011年 | 中華台北羽毛球黃金大獎賽   | 黃金大獎賽 | 混合雙打 | 河貞恩          | 準決賽 |
| 2011年 | 中國羽毛球大師賽           | 超級賽     | 男子雙打 | 鄭在成          | 冠軍   |
| 2011年 | 丹麥羽毛球首要超級賽       | 首要超級賽 | 男子雙打 | 鄭在成          | 冠軍   |
| 2011年 | 丹麥羽毛球首要超級賽       | 首要超級賽 | 混合雙打 | 河貞恩          | 準決賽 |
| 2011年 | 法國羽毛球超級賽           | 超級賽     | 男子雙打 | 鄭在成          | 冠軍   |
| 2011年 | 香港羽毛球超級賽           | 超級賽     | 男子雙打 | 鄭在成          | 亞軍   |
| 2011年 | 中國羽毛球首要超級賽       | 首要超級賽 | 男子雙打 | 鄭在成          | 準決賽 |
| 2011年 | 韓國羽毛球黃金大獎賽       | 黃金大獎賽 | 男子雙打 | 鄭在成          | 亞軍   |
| 2011年 | 世界羽聯超級系列賽總決賽   | 首要超級賽 | 男子雙打 | 鄭在成          | 準決賽 |
| 2012年 | 韓國羽毛球首要超級賽       | 首要超級賽 | 男子雙打 | 鄭在成          | 亞軍   |
| 2012年 | 韓國羽毛球首要超級賽       | 首要超級賽 | 混合雙打 | 河貞恩          | 亞軍   |
| 2012年 | 德國羽毛球黃金大獎賽       | 黃金大獎賽 | 男子雙打 | 鄭在成          | 亞軍   |
| 2012年 | 德國羽毛球黃金大獎賽       | 黃金大獎賽 | 混合雙打 | 河貞恩          | 亞軍   |
| 2012年 | 全英羽毛球首要超級賽       | 首要超級賽 | 男子雙打 | 鄭在成          | 冠軍   |
| 2012年 | 印度羽毛球超級賽           | 超級賽     | 混合雙打 | 河貞恩          | 準決賽 |
| 2012年 | 湯姆斯盃                   | 其他       | 男子團體 | －              | 亞軍   |
| 2012年 | 印度尼西亞羽毛球首要超級賽 | 首要超級賽 | 男子雙打 | 鄭在成          | 冠軍   |
| 2012年 | 奧林匹克運動會羽毛球比賽   | 其他       | 男子雙打 | 鄭在成          | 銅牌   |
| 2012年 | 法國羽毛球超級賽           | 超級賽     | 男子雙打 | 高成炫          | 冠軍   |
| 2012年 | 中國羽毛球首要超級賽       | 首要超級賽 | 男子雙打 | 高成炫          | 亞軍   |
| 2012年 | 韓國羽毛球黃金大獎賽       | 黃金大獎賽 | 男子雙打 | 高成炫          | 冠軍   |
| 2012年 | 印度羽毛球國際挑戰賽       | 國際挑戰賽 | 男子雙打 | 高成炫          | 冠軍   |
| 2012年 | 印度羽毛球黃金大獎賽       | 黃金大獎賽 | 男子雙打 | 高成炫          | 冠軍   |
| 2013年 | 韓國羽毛球首要超級賽       | 首要超級賽 | 男子雙打 | 高成炫          | 冠軍   |
| 2013年 | 馬來西亞羽毛球超級賽       | 超級賽     | 男子雙打 | 高成炫          | 亞軍   |
| 2013年 | 瑞士羽毛球黃金大獎賽       | 黃金大獎賽 | 男子雙打 | 高成炫          | 亞軍   |
| 2013年 | 亞洲羽毛球錦標賽           | 其他       | 男子雙打 | 高成炫          | 冠軍   |
| 2013年 | 印度羽毛球超級賽           | 超級賽     | 男子雙打 | 高成炫          | 亞軍   |
| 2013年 | 蘇迪曼盃                   | 其他       | 混合團體 | －              | 亞軍   |
| 2013年 | 印尼羽毛球首要超級賽       | 首要超級賽 | 男子雙打 | 高成炫          | 亞軍   |
| 2013年 | 新加坡羽毛球超級賽         | 超級賽     | 男子雙打 | 高成炫          | 亞軍   |
| 2013年 | 世界大學運動會羽毛球比賽   | 其他       | 混合團體 | －              | 金牌   |
| 2013年 | 世界大學運動會羽毛球比賽   | 其他       | 男子雙打 | 高成炫          | 金牌   |
| 2013年 | 中華台北羽毛球黃金大獎賽   | 黃金大獎賽 | 混合雙打 | 申昇瓚          | 準決賽 |
| 2013年 | 中國羽毛球大師賽           | 超級賽     | 男子雙打 | 高成炫          | 冠軍   |
| 2013年 | 丹麥羽毛球首要超級賽       | 首要超級賽 | 男子雙打 | 柳延星          | 冠軍   |
| 2013年 | 中國羽毛球首要超級賽       | 首要超級賽 | 男子雙打 | 柳延星          | 冠軍   |
| 2013年 | 香港羽毛球超級賽           | 超級賽     | 男子雙打 | 柳延星          | 冠軍   |
| 2013年 | 世界羽聯超級系列賽總決賽   | 首要超級賽 | 男子雙打 | 高成炫          | 銅牌   |
| 2014年 | 日本羽毛球超級賽           | 超級賽     | 男子雙打 | 柳延星          | 冠軍   |
| 2014年 | 印尼羽毛球首要超級賽       | 首要超級賽 | 男子雙打 | 柳延星          | 冠軍   |
| 2014年 | 印尼羽毛球首要超級賽       | 首要超級賽 | 混合雙打 | 申昇瓚          | 準決賽 |
| 2014年 | 澳洲羽毛球超級賽           | 超級賽     | 男子雙打 | 柳延星          | 冠軍   |
| 2014年 | 世界羽毛球錦標賽           | 其他       | 男子雙打 | 柳延星          | 亞軍   |
| 2014年 | 亞洲運動會羽毛球比賽       | 其他       | 男子團體 | －              | 金牌   |
| 2014年 | 亞洲運動會羽毛球比賽       | 其他       | 男子雙打 | 柳延星          | 銀牌   |
| 2014年 | 丹麥羽毛球首要超級賽       | 首要超級賽 | 男子雙打 | 柳延星          | 亞軍   |
| 2014年 | 韓國羽毛球大獎賽           | 大獎賽     | 男子單打 | 柳延星          | 冠軍   |
| 2014年 | 中國羽毛球首要超級賽       | 首要超級賽 | 男子雙打 | 柳延星          | 冠軍   |
| 2014年 | 世界羽聯超級系列賽總決賽   | 首要超級賽 | 男子雙打 | 柳延星          | 冠軍   |
| 2015年 | 馬來西亞羽毛球首要超級賽   | 首要超級賽 | 男子雙打 | 柳延星          | 亞軍   |
| 2015年 | 亞洲羽毛球錦標賽           | 其他       | 男子雙打 | 柳延星          | 冠軍   |
| 2015年 | 蘇迪曼盃                   | 其他       | 混合團體 | －              | 季軍   |
| 2015年 | 澳洲羽毛球超級賽           | 超級賽     | 男子雙打 | 柳延星          | 冠軍   |
| 2015年 | 印尼羽毛球首要超級賽       | 首要超級賽 | 男子雙打 | 柳延星          | 準決賽 |
| 2015年 | 世界大學運動會羽毛球比賽   | 其他       | 混合團體 | －              | 金牌   |
| 2015年 | 中華台北羽毛球黃金大獎賽   | 黃金大獎賽 | 男子雙打 | 柳延星          | 準決賽 |
| 2015年 | 世界羽毛球錦標賽           | 其他       | 男子雙打 | 柳延星          | 季軍   |
| 2015年 | 日本羽毛球超級賽           | 超級賽     | 男子雙打 | 柳延星          | 冠軍   |
| 2015年 | 韓國羽毛球超級賽           | 超級賽     | 男子雙打 | 柳延星          | 冠軍   |
| 2015年 | 丹麥羽毛球首要超級賽       | 首要超級賽 | 男子雙打 | 柳延星          | 冠軍   |
| 2015年 | 法國羽毛球超級賽           | 超級賽     | 男子雙打 | 柳延星          | 冠軍   |
| 2015年 | 香港羽毛球超級賽           | 超級賽     | 男子雙打 | 柳延星          | 冠軍   |
| 2015年 | 世界羽聯超級系列賽總決賽   | 首要超級賽 | 男子雙打 | 柳延星          | 準決賽 |
| 2016年 | 德國羽毛球黃金大獎賽       | 黃金大獎賽 | 男子雙打 | 柳延星          | 亞軍   |
| 2016年 | 全英羽毛球首要超級賽       | 首要超級賽 | 男子雙打 | 柳延星          | 準決賽 |
| 2016年 | 馬來西亞羽毛球首要超級賽   | 首要超級賽 | 男子雙打 | 柳延星          | 準決賽 |
| 2016年 | 新加坡羽毛球超級賽         | 超級賽     | 男子雙打 | 柳延星          | 準決賽 |
| 2016年 | 中國羽毛球大師賽           | 黃金大獎賽 | 男子雙打 | 柳延星          | 冠軍   |
| 2016年 | 亞洲羽毛球錦標賽           | 其他       | 男子雙打 | 柳延星          | 冠軍   |
| 2016年 | 湯姆斯盃                   | 其他       | 男子團體 | －              | 季軍   |
| 2016年 | 印尼羽毛球首要超級賽       | 首要超級賽 | 男子雙打 | 柳延星          | 冠軍   |
| 2016年 | 韓國羽毛球超級賽           | 超級賽     | 男子雙打 | 柳延星          | 冠軍   |
| 2017年 | 韓國羽毛球大師賽           | 大獎賽     | 男子雙打 | 柳延星          | 準決賽 |
| 2018年 | 西班牙羽毛球大師賽         | 超級300賽  | 男子雙打 | 金基正          | 冠軍   |
| 2018年 | 澳門羽毛球公開賽           | 超級300賽  | 男子雙打 | 金基正          | 冠軍   |
| 2019年 | 瑞士羽毛球公開賽           | 超級300賽  | 男子雙打 | 金基正          | 準決賽 |
| 2019年 | 美國羽毛球公開賽           | 超級300賽  | 男子雙打 | 柳延星          | 準決賽 |
| 2019年 | 俄羅斯羽毛球公開賽         | 超級100賽  | 男子雙打 | 柳延星          | 準決賽 |
| 2020年 | 馬來西亞羽毛球大師賽       | 超級500賽  | 男子雙打 | 金基正          | 冠軍   |

| 2007-2017年 | 首要超級賽 | 超級賽 | 黃金大獎賽 | 大獎賽 | 國際挑戰賽 | 國際系列賽 | 未來系列賽 | 其他 |

| 2018-2026年 | 總決賽 | 超級1000賽 | 超級750賽 | 超級500賽 | 超級300賽 | 超級100賽 | 國際挑戰賽 | 國際系列賽 | 未來系列賽 | 其他 |

### 世界冠軍頭銜
李龍大在羽毛球生涯中共奪得1項羽毛球世界冠軍頭銜。
| 賽事           | 奪冠次數 | 年份               |
| -------------- | -------- | ------------------ |
| 奧林匹克運動會 | 1        | 2008年（混合雙打） |
| 總計           | 1        |                    |

### 奧運會和世錦賽參賽紀錄
|          | 搭檔   | 2005 | 2006 | 2007 | 2008 | 2009 | 2010 | 2011 | 2012       | 2013 | 2014 | 2015 | 2016 |
| -------- | ------ | ---- | ---- | ---- | ---- | ---- | ---- | ---- | ---------- | ---- | ---- | ---- | ---- |
| 男子雙打 | 鄭在成 | －   | 16強 | 亞軍 | 16強 | 亞軍 | 8強  | 季軍 | 銅牌       | －   | －   | －   | －   |
| 男子雙打 | 高成炫 | －   | －   | －   | －   | －   | －   | －   | －         | 16強 | －   | －   | －   |
| 男子雙打 | 柳延星 | －   | －   | －   | －   | －   | －   | －   | －         | －   | 亞軍 | 季軍 | 8強  |
|          |        |      |      |      |      |      |      |      |            |      |      |      |      |
| 混合雙打 | 河貞恩 | 64強 | －   | －   | －   | －   | －   | －   | 小組第三名 | －   | －   | －   | －   |
| 混合雙打 | 黃遊美 | －   | 32強 | －   | －   | －   | －   | －   | －         | －   | －   | －   | －   |
| 混合雙打 | 李孝貞 | －   | －   | 16強 | 金牌 | 季軍 | 16強 | －   | －         | －   | －   | －   | －   |

## 主要對賽紀錄
李龍大與不同搭檔的主要對手的對賽成績如下（截至2017年10月22日）：
男雙 - 鄭在成
| 對手          | 對賽次數 | 對賽結果 | 對賽結果 | 總計 |
| 對手          | 對賽次數 | 勝       | 負       | 總計 |
| ------------- | -------- | -------- | -------- | ---- |
| 高成炫 柳延星 | 8        | 4        | 4        | 0    |
| 黃智萬 李在珍 | 5        | 2        | 3        | -1   |
| 總計          | 13       | 6        | 7        | -1   |

| 對手                                            | 對賽次數 | 對賽結果 | 對賽結果 | 總計 |
| 對手                                            | 對賽次數 | 勝       | 負       | 總計 |
| ----------------------------------------------- | -------- | -------- | -------- | ---- |
| 傅海峰 蔡贇                                     | 21       | 12       | 9        | +3   |
| 卡斯騰·摩根森 瑪蒂亞斯·鮑伊                     | 18       | 13       | 5        | +8   |
| 陳文宏 古健傑                                   | 16       | 13       | 3        | +10  |
| 亨德拉·塞蒂亞萬 馬爾基斯·基多                   | 13       | 8        | 5        | +3   |
| 洪煒 沈燁                                       | 7        | 6        | 1        | +5   |
| 謝中博 郭振東                                   | 7        | 5        | 2        | +3   |
| 喬納斯·拉斯姆森 拉爾斯·帕斯克                   | 7        | 4        | 3        | +1   |
| 亨德拉·阿普利達·古納萬 阿爾文特·尤利安托·錢德拉 | 6        | 6        | 0        | +6   |
| 早川賢一 遠藤大由                               | 6        | 5        | 1        | +4   |
| 其他選手                                        | 204      | 188      | 9        | +179 |
| 總計                                            | 305      | 260      | 45       | +215 |

男雙 - 高成炫
| 對手          | 對賽次數 | 對賽結果 | 對賽結果 | 總計 |
| 對手          | 對賽次數 | 勝       | 負       | 總計 |
| ------------- | -------- | -------- | -------- | ---- |
| 金沙朗 金基正 | 6        | 5        | 1        | +4   |
| 總計          | 6        | 5        | 1        | +4   |

| 對手                        | 對賽次數 | 對賽結果 | 對賽結果 | 總計 |
| 對手                        | 對賽次數 | 勝       | 負       | 總計 |
| --------------------------- | -------- | -------- | -------- | ---- |
| 邱子瀚 劉小龍               | 6        | 3        | 3        | 0    |
| 吳蔚昇 林欽華               | 4        | 4        | 0        | +4   |
| 早川賢一 遠藤大由           | 4        | 4        | 0        | +4   |
| 瑪尼蓬·宗集 尼迪蓬·潘普佩克 | 4        | 4        | 0        | +4   |
| 其他選手                    | 76       | 65       | 11       | +54  |
| 總計                        | 94       | 80       | 14       | +66  |

男雙 - 柳延星
| 對手          | 對賽次數 | 對賽結果 | 對賽結果 | 總計 |
| 對手          | 對賽次數 | 勝       | 負       | 總計 |
| ------------- | -------- | -------- | -------- | ---- |
| 金沙朗 金基正 | 9        | 7        | 2        | +5   |
| 高成炫 申白喆 | 8        | 5        | 3        | +2   |
| 總計          | 17       | 12       | 5        | +7   |

| 對手                             | 對賽次數 | 對賽結果 | 對賽結果 | 總計 |
| 對手                             | 對賽次數 | 勝       | 負       | 總計 |
| -------------------------------- | -------- | -------- | -------- | ---- |
| 穆罕默德·阿赫桑 亨德拉·塞蒂亞萬  | 13       | 7        | 6        | +1   |
| 柴飈 洪煒                        | 9        | 8        | 1        | +7   |
| 早川賢一 遠藤大由                | 9        | 8        | 1        | +7   |
| 傅海峰 張楠                      | 9        | 6        | 3        | +3   |
| 李勝木 蔡佳欣                    | 8        | 8        | 0        | +8   |
| 吳蔚昇 陳蔚強                    | 7        | 5        | 2        | +3   |
| 卡斯騰·摩根森 瑪蒂亞斯·鮑伊      | 6        | 6        | 0        | +6   |
| 邱子瀚 劉小龍                    | 6        | 6        | 0        | +6   |
| 里奇·卡蘭達·蘇華迪 安加·普拉塔瑪 | 6        | 5        | 1        | +4   |
| 其他選手                         | 100      | 92       | 8        | +84  |
| 總計                             | 173      | 151      | 22       | +129 |

混雙 - 河貞恩
| 對手                            | 對賽次數 | 對賽結果 | 對賽結果 | 總計 |
| 對手                            | 對賽次數 | 勝       | 負       | 總計 |
| ------------------------------- | -------- | -------- | -------- | ---- |
| 通托維·艾哈邁德 利利亞納·納西爾 | 7        | 2        | 5        | -3   |
| 池田信太郎 潮田玲子             | 4        | 4        | 0        | +4   |
| 其他選手                        | 82       | 53       | 29       | +24  |
| 總計                            | 93       | 59       | 34       | +25  |

混雙 - 李孝貞
| 對手                                  | 對賽次數 | 對賽結果 | 對賽結果 | 總計 |
| 對手                                  | 對賽次數 | 勝       | 負       | 總計 |
| ------------------------------------- | -------- | -------- | -------- | ---- |
| 何漢斌 于洋                           | 7        | 3        | 4        | -1   |
| 鄭波 馬晉                             | 6        | 1        | 5        | -4   |
| 頌蓬·阿努里達亞翁 恭差拉·沃拉威七猜恭 | 5        | 5        | 0        | +5   |
| 托馬斯·雷伯恩 卡米拉·呂特·尤爾        | 5        | 4        | 1        | +3   |
| 謝中博 張亞雯                         | 5        | 4        | 1        | +3   |
| 內森·羅布森 蓋爾·埃姆斯               | 4        | 3        | 1        | +2   |
| 戍革·普拉帕卡莫 莎拉麗·桑松卡姆       | 4        | 3        | 1        | +2   |
| 其他選手                              | 92       | 80       | 12       | +68  |
| 總計                                  | 128      | 103      | 25       | +78  |

## 電視劇
| 年份   | 電視頻道 | 劇名         | 角色   | 備註       |
| 2021年 | SBS      | Racket少年團 | 李龍大 | 第15集客串 |

## 外部連結
- 李龍大在国际奥林匹克委员会的资料
- 李龍大的Instagram帳戶